# Eagles de Charlotte
Pour les articles homonymes, voir Eagles (homonymie).
Ne pas confondre avec l'équipe féminine des Lady Eagles de Charlotte.
Maillots
Les Eagles de Charlotte (en anglais : Charlotte Eagles) sont un club professionnel de football (soccer) basé à Charlotte aux États-Unis (dans l'État de Caroline du Nord) et créé en 1991. Il évolue actuellement en Premier Development League qui correspond au quatrième niveau de la pyramide du soccer nord-américain.

## Histoire

### Historique du club
- 1993 : création des Eagles de Charlotte
- 2000 : l'équipe masculine remporte le championnat de la Pro Soccer League
- 2005 : les Eagles sont sacrés champions de la Seconde division de l'USL

### Histoire du club
Durant la saison 2002, le club joue ses matchs à domicile à l'Irwin Belk Track and Field Center/Transamerica Field.

## Parcours des Eagles
| Année | Ligue                 | Saisons régulières         | Séries éliminatoires                | Open Cup        |
| ----- | --------------------- | -------------------------- | ----------------------------------- | --------------- |
| 1993  | USISL                 | 8e                         | Non qualifié                        | Non qualifié    |
| 1994  | USISL                 | 3e                         | Finale de division                  | Non qualifié    |
| 1995  | USISL Pro League      | 2e                         | Demi-finale                         | Non qualifié    |
| 1996  | USISL Pro League      | 1er                        | Finaliste                           | Non qualifié    |
| 1997  | USISL D-3 Pro League  | 3e                         | Finaliste                           | Non qualifié    |
| 1998  | USISL D-3 Pro League  | 3e                         | Quart-de -finale                    | 2e tour         |
| 1999  | USL D-3 Pro League    | Termine 1er de sa Division | Éliminé en semi-finales             | Non qualifié    |
| 2000  | USL D-3 Pro League    | 3e                         | Champion de la USL D-3 Pro League   | Non qualifié    |
| 2001  | USL A-League          | 3e                         | Premier tour                        | Non qualifié    |
| 2002  | USL A-League          | 4e                         | 1er tour                            | Non qualifié    |
| 2003  | USL A-League          | 4e                         | Non qualifié                        | Non qualifié    |
| 2004  | USL Pro Soccer League | 1er                        | Finaliste                           | 2e tour         |
| 2005  | USL Seconde Division  | 2e                         | Champion de la seconde division USL | 3e tour         |
| 2006  | USL Seconde Division  | 2e                         | Finaliste                           | 2e tour         |
| 2007  | USL Seconde Division  | 4e                         | Demi-finale                         | 2e tour         |
| 2008  | USL Seconde Division  | 4e                         | Finaliste                           | 1er tour        |
| 2009  | USL Seconde Division  | 4e                         | Finaliste                           | 1er tour        |
| 2010  | USL Seconde Division  | 4e                         | Non qualifié                        | 1er tour        |
| 2011  | USL Pro               | 7e                         | Non qualifié                        | 2e tour         |
| 2012  | USL Pro               | 7e                         | Non qualifié                        | Quart de finale |
| 2013  | USL Pro               | 5e                         | Finale                              | 3e tour         |
| 2014  | USL Pro               |                            |                                     | 3e tour         |

### Effectif actuel
Au 22 mai 2014 : 
| N° | Nat.                   | Poste | Nom du joueur   |
| -- | ---------------------- | ----- | --------------- |
| 1  | Drapeau des États-Unis | G     | Brock Duckworth |
| 2  | Drapeau du Ghana       | M     | Fred Sekyere    |
| 3  | Drapeau des États-Unis | D     | Bilal Duckett   |
| 5  | Drapeau des États-Unis | D     | Tyler Newnam    |
| 6  | Drapeau des États-Unis | D     | Chase Wickham   |
| 7  | Drapeau des États-Unis | A     | Zak Boggs       |
| 8  | Drapeau des États-Unis | M     | Juan Guzman     |
| 9  | Drapeau des États-Unis | M     | Wells Thompson  |
| 10 | Drapeau de la Colombie | M     | Jorge Herrera   |
| 11 | Drapeau de la Colombie | M     | Mario Gómez     |

| No. | Nat.                         | Position | Nom du joueur     |
| --- | ---------------------------- | -------- | ----------------- |
| 12  | Drapeau des États-Unis       | M        | Drew Yates        |
| 13  | Drapeau des États-Unis       | D        | Matt Gold         |
| 14  | Drapeau des États-Unis       | A        | David Geno        |
| 15  | Drapeau des États-Unis       | D        | Tolani Ibikunle   |
| 16  | Drapeau de la Jamaïque       | D        | Richard Dixon     |
| 17  | Drapeau des États-Unis       | M        | Tyrone Hall       |
| 18  | Drapeau de Trinité-et-Tobago | M        | Darren Toby       |
| 19  | Drapeau du Brésil            | A        | Gui Brandao       |
| 20  | Drapeau des États-Unis       | D        | Jonathan Leathers |
| 21  | Drapeau des États-Unis       | D        | J. J. Greer       |

| No. | Nat.                   | Position | Nom du joueur |
| --- | ---------------------- | -------- | ------------- |
| 24  | Drapeau du Kenya       | M        | Felix Oblio   |
| 26  | Drapeau de Guam        | G        | Doug Herrick  |
| 27  | Drapeau des États-Unis | G        | Kyle Renfro   |

### Anciens joueurs
- Clint Irwin
- Shaun Francis
- Rohan Reid

### Équipe technique 2012
- Entraineur-chef :   Mark Steffens
- Entraineur-adjoint :   Patrick Daka
- Entraineur-adjoint :   Kevin Sephton
- Entraineur-adjoint :   Steve Shak
- Entraîneur des gardiens :  Ryan Souders

### Ancien entraineurs-chef
- Brian Davidson (1993-1996)